# André Pujes
André Pujes, né le 22 novembre 1904 à Marseille et mort le 30 janvier 1976 à Cannes, est un haut fonctionnaire français, 

## Biographie
André Pujes commence sa carrière comme attaché au président du Sénat, Paul Doumer. Le 15 mai 1931, il est chef de cabinet du préfet de la Lozère et, le 15 février 1932, secrétaire général de ce département. Le 20 avril 1935, il est nommé sous-préfet de Chinon. Le 22 mai 1937, il est nommé secrétaire général du Calvados.
De février à juillet 1940, il sert comme engagé volontaire. Le 30 octobre 1940, il est nommé sous-préfet de Tournon-sur-Rhône puis, le 26 mars 1941, secrétaire général du Rhône. Le 12 mai 1942, il arrive à Rouen. En 1944, il est nommé préfet du Pas-de-Calais. Il est révoqué en 1945.

## Distinctions
- Ordre de la Francisque (1943)[3]